# Boz Burrell
Boz Burrell (născut Raymond Burrell la 1 august 1946, Lincoln, Anglia — d. 21 septembrie 2006, Marbella, Spania) a fost un basist și cântăreț cunoscut pentru activitatea cu formații ca King Crimson și Bad Company.